# Илия Гарашанин
Илия Гарашанин е сръбски министър-председател, вътрешен и външен министър, политик и държавник от 19 век.

## Биография
Илия Гарашанин е роден в с. Гараши, Шумадия, близо до Аранджеловац. Син на Милутин С. Гарашанин, един от вождовете на „уставобранителите“ - противници на династията на Обреновичите и привърженици на Караджорджевичите. Първоначално учи в гръцко училище, а после в немско училище в Банат.
Известно време се занимава с търговия като баща си. Синът му Милутин Гарашанин е също като баща си премиер-министър и министър на външните работи, но вече на Кралство Сърбия.

## Кариера
През 1837 г. княз Милош Обренович въвежда редовна военна служба в Сърбия и го назначава за главнокомандващ на армията.
По-късно заема постовете заместник-министър и министър на вътрешните работи. През 1852 г. е премиер-министър и министър на външните работи на Княжество Сърбия. Пенсиониран по искане на руския император Николай I през 1853 г., но през 1858 г. отново поема Министерството на външните работи на княжеството. През 1861 - 1867 г. е премиер-министър и министър на външните работи на Сърбия.
След френската и унгарската национални революции през 1848 г. се дистанцира от Русия. Гравитира към Франция. Радетел е за сближение на съседните славянски народи със Сърбия.

## „Начертание“
Публикува т.нар. "Начертание" - план за бъдеща южнославянска държава.
Концепцията за бъдещата външна политика на Сърбия е дело на Адам Чарториски - водач на полската емиграция в Европа, и на Франьо Зах, негов емисар в Сърбия. Издържана е в духа на модерния в 19 век панславизъм.
Гарашанин излага предимно своя оригинална концепция. Основните му тези са следните.
След разгрома на Османската империя трябва да бъде осуетено заменянето ѝ от друга европейска сила, най-вероятно Австрия. Предвид на това Сърбия трябва да се осланя на Русия в антиавстрийската си политика, но още повече на западните сили - Франция и Англия. Сърбия трябва да се превърне в средище, около което да се сплотят останалите южни славяни и балканските народи, придържащи се към тезата "Балканът – за балканските народи".
За да бъде изградена независима сръбска южнославянска държава, трябва системно да се води революционна пропаганда сред южните славяни под османско и австрийско иго и да се ратува Сърбия да получи икономическа независимост и излаз на море. В „Начертанието“ с тъга признава, че измежду всички южни славяни най-многобройни са българите, към които сръбската страна трябва да има специална асимилационна политика.

## Значение
Концепцията на Гарашанин се възприема от всички десни сръбски политически формации. „Начертанието“ става настолно четиво по сръбската външна политическа теория. Въпреки това трудът дълго време остава пазен в тайна, за да не предизвика негативна реакция на съседната Австро-Унгария.
Илия Гарашанин се счита за основоположник на т.нар. „Великосръбска доктрина“. Заедно с Милош Милоевич и Стоян Новакович е един от „тримата големи“, или т.нар. трима апостоли на сърбошовинизма.